# Vahastu (Kuusalu)
Vahastu – wieś w Estonii, w prowincji Harju, w gminie Kuusalu.